# Blassenstein
Der Blassenstein ist ein 844 m ü. A. hoher Berg in den Türnitzer Alpen in Niederösterreich. Er gilt als der Hausberg von Scheibbs.

## Topographie
Durch die nach Norden senkrecht abfallende Felswand hebt sich der Blassenstein deutlich von seiner Umgebung ab. Auf dem nur vom Süden her zugänglichen Gipfel befindet sich ein erst 1988 entdeckter jungsteinzeitlicher Siedlungsplatz.

## Aufstieg
Der Blassenstein ist durch zahlreiche Wanderwege erschlossen. Auch mit Kraftfahrzeugen ist er über eine ausgeschilderte Straße erreichbar, lediglich die letzten 500 Meter zwischen Parkplatz und Gipfel müssen zu Fuß zurückgelegt werden, wobei es auch einen Güterweg gibt.

## Urlingerwarte
Am 9. August 1903 wurde die Urlingerwarte eröffnet, eine Aussichtswarte, von der man bei klarem Wetter nahezu das gesamte Mostviertel überblickt, bis Linz, St. Florian in Oberösterreich oder ins Waldviertel.

## Galerie

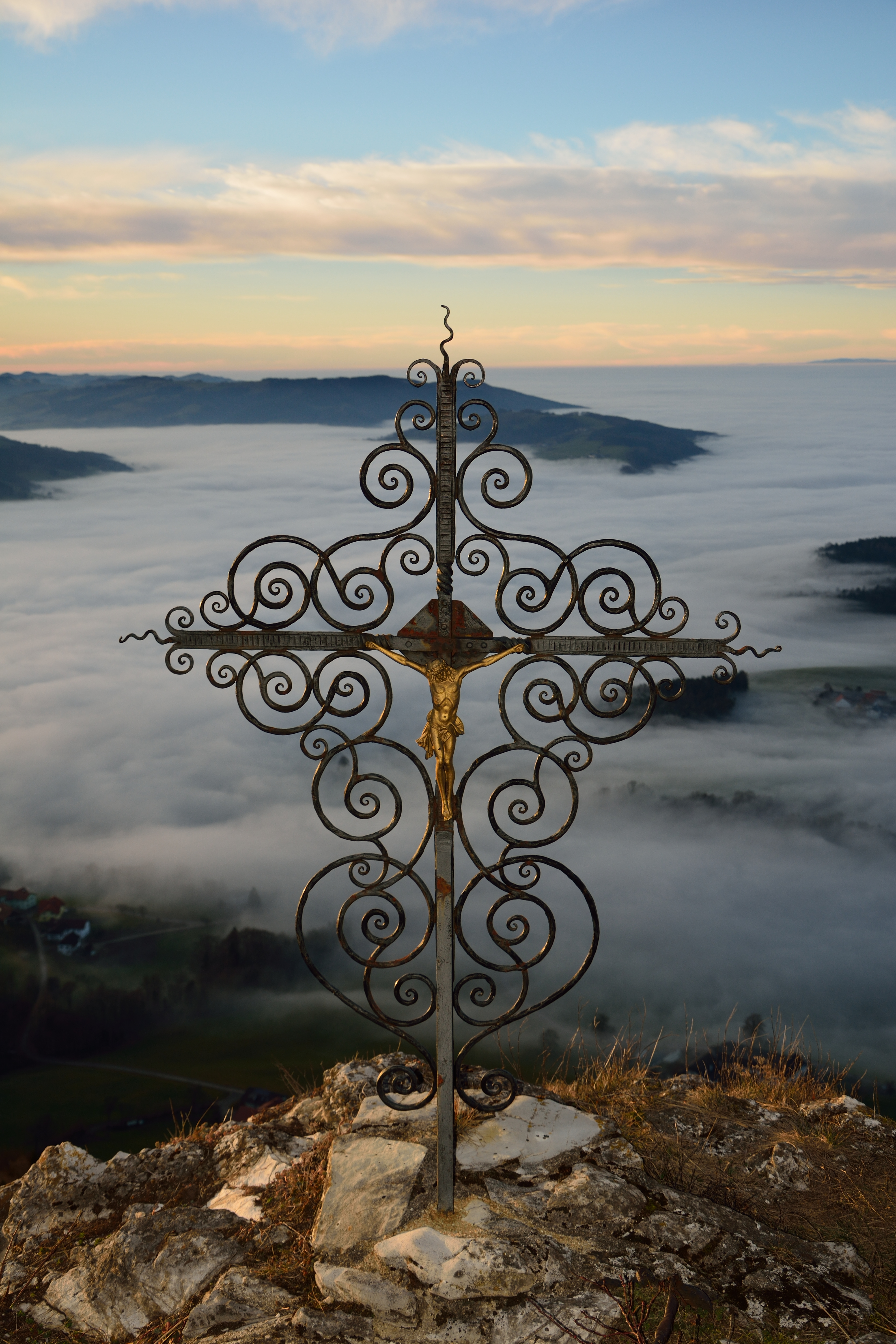
Gipfelkreuz auf dem Blassenstein
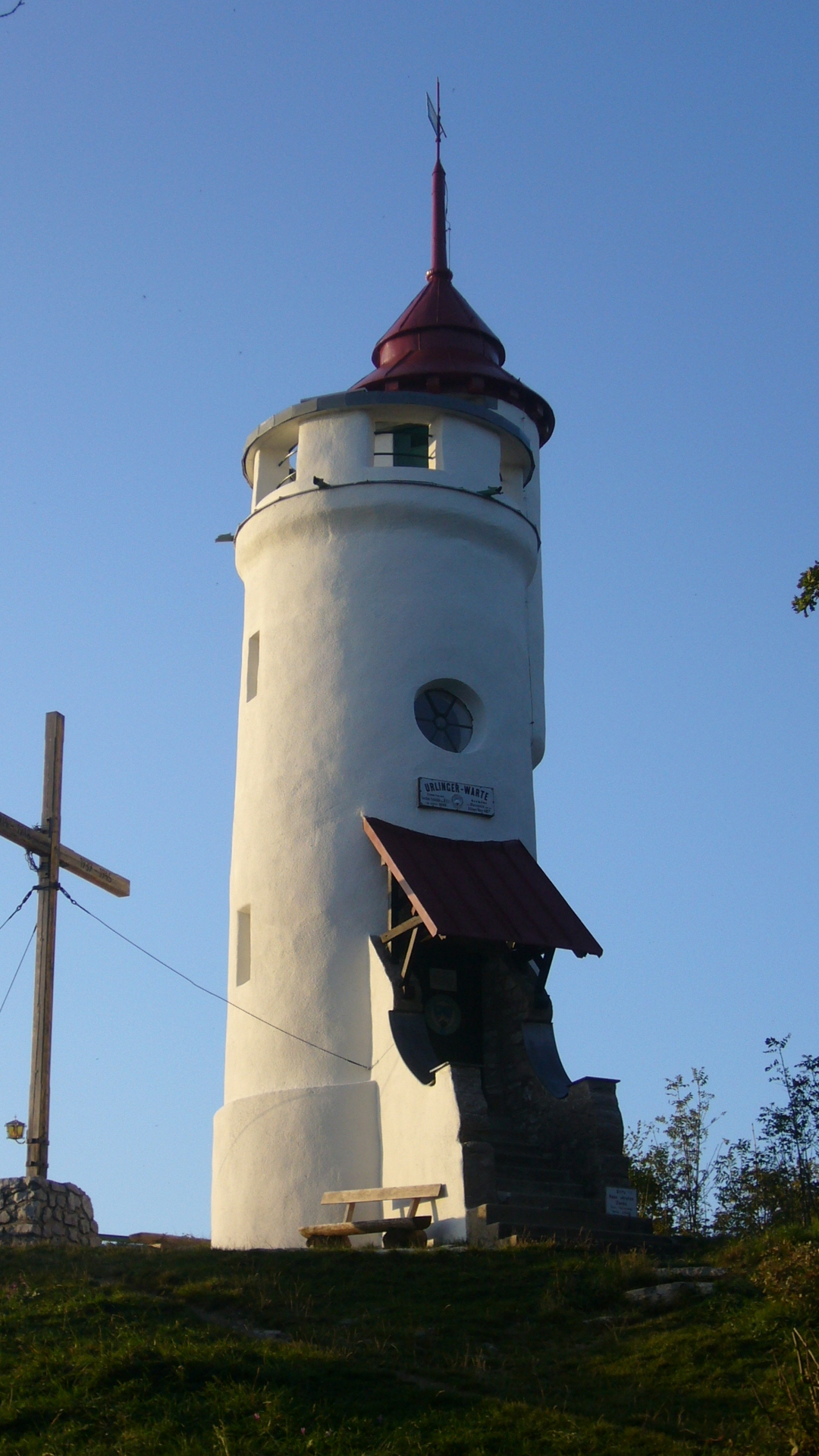
Urlingerwarte über Scheibbs auf dem Blassenstein
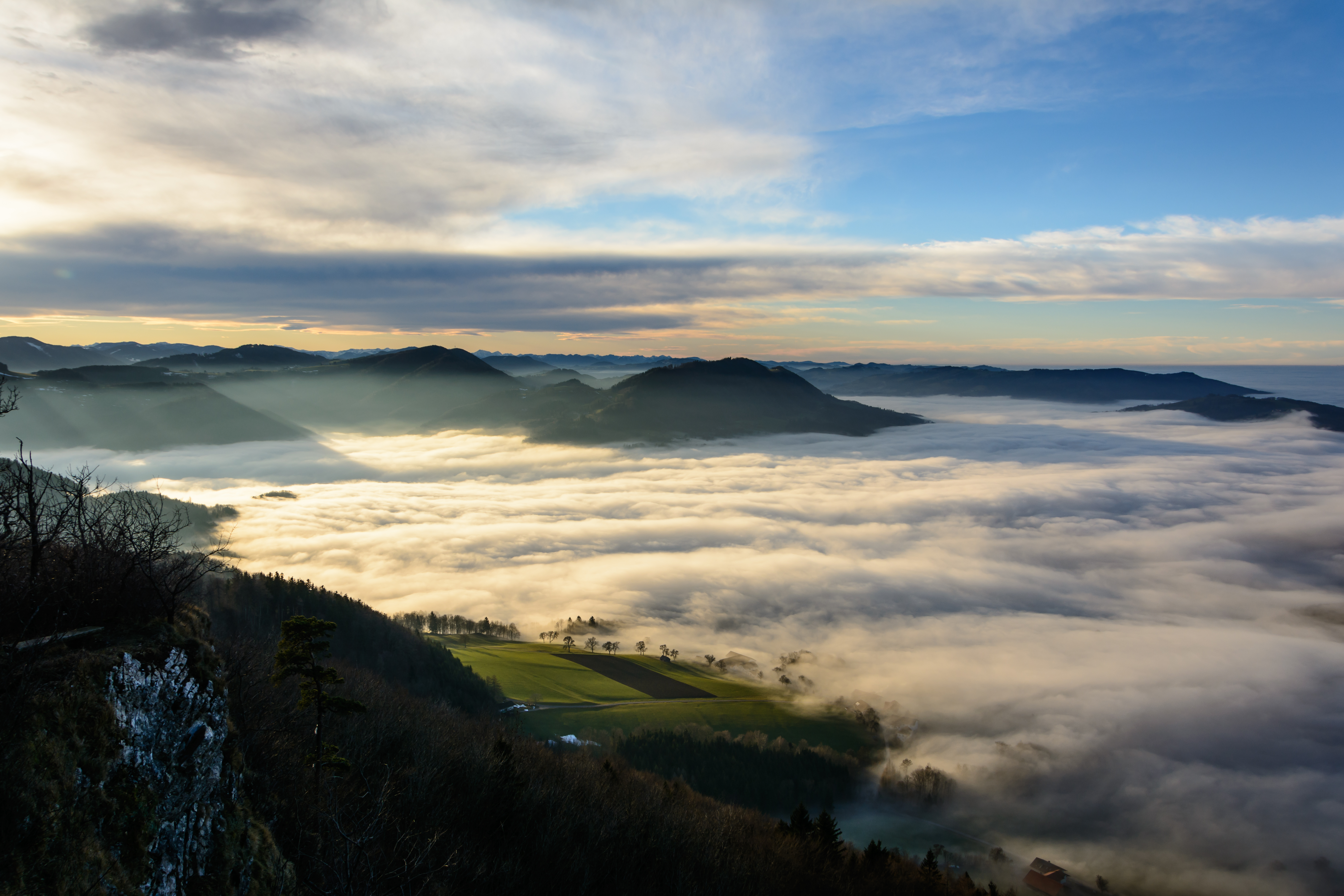
Blick vom Blassenstein